# Paul Léautaud
Paul Léautaud (Parijs, 18 januari 1872 - 22 februari 1956) was een Franse schrijver en criticus die bekend stond om zijn openhartige en scherpe literaire werken. Zijn dagboeken, met name 'Journal littéraire', onthullen scherpe observaties over literatuur en samenleving. Léautaud, een complexe en controversiële  figuur, heeft met zijn unieke perspectief en ongefilterde reflecties op het leven en de kunst bijgedragen aan de Franse literatuur.

## Leven
In zijn jeugd werd hij door zijn ouders verwaarloosd. Hij werkte een tijdje als administratief medewerker en juridisch secretaris. Van 1908 tot 1941 was Paul Léautaud hoofdredacteur van de Mercure de France, waarvoor hij sinds 1895 theaterkritieken schreef. Schrijven deed hij ook voor La Nouvelle Revue Française. Hij leefde na 1912 teruggetrokken als misantroop in een klein huis in de rue Guérard 24 in de Parijse voorstad Fontenay-aux-Roses. Het huis staat er nog en herbergt anno 2019 vier sociale appartementen. Hij hield er vele katten en honden. Door radio-uitzendingen kreeg hij in 1950-1951 ruimere bekendheid.
Robert Doisneau en Henri Cartier-Bresson hebben de schrijver uitgebreid geportretteerd.
Willem Frederik Hermans was een bewonderaar van zijn werk.

## Publicaties (selectie)
- 1900 : Poètes d'aujourd'hui, 1880-1900. Morceaux choisis accompagnés de notices biographiques et d'un essai de bibliographie, met Adolphe Van Bever
- 1903 : Le Petit ami
- 1926 : Le Théâtre de Maurice Boissard : 1907-1923
- 1928 : Passe-Temps
- 1942 : Notes retrouvées (Jacques Haumont, Parijs)
- 1943 : Le Théâtre de Maurice Boissard - 1907-1923 - avec un supplément
- 1951 : Entretiens avec Robert Mallet (radio-interviews)
- 1954 - 1966 : Journal littéraire 19 volumes
- 1956 : In Memoriam (ook vertaald in het Duits en van een nawoord voorzien door Ernst Jünger in 1978)
- 1956 : Lettres à ma mère
- 1958 : Amours
- 1958 : Le Théâtre de Maurice Boissard : 1915-1941 (deel 2)
- 1959 : Bestiaire
- 1963 : Poésies
- 1964 : Le Petit ouvrage inachevé
- 2001 : Correspondance de Paul Léautaud. Tome 1, 1878-1928, bezorgd door Marie Dormoy
- 2001 : Correspondance de Paul Léautaud. Tome 2, 1929-1956, bezorgd door Marie Dormoy
- 2004 : Chronique poétique

### Nederlandse vertalingen
- Brieven aan mijn moeder. Amsterdam [etc.], 2009 (vertaald door Mels de Jong)
- Paul Léautaud 1872-1956 : een portret in foto's en teksten (samengest. door Mels de Jong en Martin Ros), Amsterdam: Arbeiderspers 1989
- Literair dagboek 1893-1921 (vert. en nawoord M. Kockelkoren), Amsterdam: Arbeiderspers 1989
- Aforismen, (F.J. Schmit ... et al.), Amsterdam: Arbeiderspers 1989
- Particulier dagboek, 1933 (Privé-domein, nr. 130), Amsterdam: De Arbeiderspers 1987
- Lichtzinnige herinneringen (Privé-domein, nr. 12; vert. Pieter Beek), Amsterdam: Arbeiderspers 1969
- Particulier dagboek, 1917-1924, Amsterdam: Arbeiderspers 1967
- Particulier dagboek, 1925-1950, Amsterdam: Arbeiderspers 1975
- Onvoltooid verleden tijd In memoriam/Jeugdliefde , Amsterdam: Arbeiderspers 1970
- Het geheime leven van Paul Léautaud (bezorgd door Marie Dormoy; vert. M. Kockelkoren), Amsterdam: De Arbeiderspers 1974
- Wat betreft katten (vert. Pieter Beek), Amsterdam: De Arbeiderspers 1974
- Een zeker tegengif, (vert. en nawoord M. Kockelkoren), Amsterdam: De Arbeiderspers 1974

In 1966 vertaling van W. Hartog verschenen van Amours onder de titel Jeugdliefde, Amsterdam, Querido

## Over Léautaud
- Mels de Jong - Paul Léautaud in Parijs, 2004, Aspekt.
- Mels de Jong - Ik heb overal spijt van, 2008, Aspekt.
- Jan Fontijn - Moederskinderen. Over moeders en zonen, 2019, Prometheus.

- Biblioteca Nacional de España: XX996553
- Bibliothèque nationale de France: cb11911833g (data)
- Catàleg d'autoritats de noms i títols de Catalunya: 981058518323806706
- CiNii: DA01583662
- Digitale Bibliotheek voor de Nederlandse Letteren: leau001
- Gemeinsame Normdatei: 118570501
- International Standard Name Identifier: 0000 0001 2133 3929
- Library of Congress Control Number: n50043100
- MusicBrainz: d2fc3d2d-349f-42bd-a179-9420f26da5c4
- Bibliotheek van het Japanse parlement: 00447128
- Nationale Bibliotheek van Tsjechië: xx0080044
- Nationale Bibliotheek van Israël: 987007298183205171
- Nederlandse Thesaurus van Auteursnamen: 069218285
- Istituto Centrale per il Catalogo Unico: CFIV000456
- LIBRIS: 329728
- Système universitaire de documentation: 026975386
- Virtual International Authority File: 54150370
- WorldCat: E39PBJp6bVtwcHXpH7f6bPRxjC